# 北畠顕統
北畠 顕統（きたばたけ あきもと／― あきむね）は、南北朝時代の公卿・歌人。参議冷泉持房の次男で、伯父親房の養子となった。南朝に仕え、官職は内大臣。暦術に通じ、能筆であったと伝えられる。冷泉顕統とも。

## 経歴
父とともに早くから南朝に仕えたようであるが、具体的な官歴は不明である。正平2年/貞和3年（1347年）12月「権左中弁兼左近衛少将」として親房の『職原抄』を書写し、この顕統本が流布の初めとなった。次いで正平5年/観応元年（1350年）7月には「蔵人頭右大弁」であり、正平10年/文和4年（1355年）6月にも同じ署名を残した。正平16年/康安元年（1361年）までに公卿の列に加わったとみられ、建徳2年/応安4年（1371年）2月の『三百番歌合』には春宮大夫として出詠（本官は大納言か）、天授元年/永和元年（1375年）の『五百番歌合』においても春宮大夫として出詠したが、翌天授2年/永和2年（1376年）4月の『百番歌合』の直前に内大臣に任じられる。やがて散位に移り、弘和元年/永徳元年（1381年）12月に成立した『新葉和歌集』には「前内大臣顕」として15首が入集した。南朝末期歌壇の有力歌人である。